# روبرتو سوسا (بازیکن فوتبال اهل اروگوئه)
روبرتو سوسا (اسپانیایی: Roberto Sosa‎؛ ۱۴ ژوئن ۱۹۳۵ – ۲۷ ژوئن ۲۰۰۸) بازیکن فوتبال اهل اروگوئه بود.

## باشگاهی
از باشگاه‌هایی که در آن بازی کرده‌است می‌توان به باشگاه فوتبال ناسیونال (اروگوئه) و باشگاه فوتبال یونیورسیداد شیلی اشاره کرد.

## تیم ملی
وی همچنین در تیم ملی فوتبال اروگوئه بازی کرده‌است.